# 约瑟夫·博阿基耶·丹夸
约瑟夫·克瓦米·凯尔若勒·博阿基耶·丹夸（英語：Joseph Kwame Kyeretwie Boakye Danquah，1895年12月18日—1965年2月4日），黄金海岸统一大会党，加纳政治家、历史学者、律师，泛非主义者，是加纳摆脱英国殖民，独立建国的推动者之一。